# Federazione calcistica della Coppa delle nazioni del Golfo
La Federazione calcistica della Coppa delle nazioni del Golfo (in arabo إتحاد كأس الخليج العربي لكرة القدم‎?; in inglese Arab Gulf Cup Football Federation, acronimo AGFF) è un organo calcistico affiliato all'Asian Football Confederation (AFC), la confederazione calcistica asiatica, composto da 8 associazioni calcistiche nazionali localizzate nei paesi del Golfo persico.
Fondata nel maggio 2016, ha sede a Doha, in Qatar, organizza, insieme all'AFC, la Coppa delle nazioni del Golfo.

## Storia
Nel 2015 si tennero una serie di incontri preparativi per la fondazione dell'associazione, cui fu dato il nome provvisorio di Federazione calcistica del Golfo (in inglese Gulf Football Federation). L'organismo fu costituito ufficialmente nel maggio 2016 con il nome di Federazione calcistica della Coppa delle nazioni del Golfo (in inglese Arab Gulf Cup Football Federation), per demandarle l'organizzazione della Coppa delle nazioni del Golfo. Il primo presidente dell'associazione è lo sceicco qatariota Hamad bin Khalifa bin Ahmed Al Thani.

## Composizione
| Federazione nazionale | Anno di adesione |
| --------------------- | ---------------- |
| Bahrein               | 2016             |
| Iraq                  | 2016             |
| Kuwait                | 2016             |
| Oman                  | 2016             |
| Qatar                 | 2016             |
| Saudi Arabia          | 2016             |
| Emirati Arabi Uniti   | 2016             |
| Yemen                 | 2016             |

## Competizioni
L'AGCFF organizza delle competizioni per squadre nazionali, la Coppa delle nazioni del Golfo e la Coppa delle nazioni del Golfo di calcio a 5, oltre alle corrispettive competizioni di calcio femminile. Inoltre dall'inizio della stagione 2024-2025 l'organo è anche responsabile dell'organizzazione della Coppa dei Campioni del Golfo, una competizione per club annuale riservata alle squadre provenienti dalle 8 nazioni del Golfo persico.

### Detentori titoli
| Competizione                     |  | Anno    | Campioni | Num.Titoli | Finalista   |  | Prossima edizione | Date                         |
| Competizioni squadre nazionali   |  |         |          |            |             |  |                   |                              |
| Coppa delle nazioni del Golfo    |  | 2024    | Bahrein  | 2°         | Oman        |  | 2025              | dicembre 2025 – gennaio 2026 |
| Competizione per club            |  |         |          |            |             |  |                   |                              |
| AGCFF Gulf Club Champions League |  | 2024-25 | Duhok    | 1°         | Al-Qadisiya |  | 2025-26           | ottobre 2025 – aprile 2026   |